# 種市駅
種市駅（たねいちえき）は、岩手県九戸郡洋野町種市にある、東日本旅客鉄道（JR東日本）八戸線の駅である。
洋野町の前身自治体である旧種市町の中心駅である。

## 歴史
- 1924年（大正13年）11月10日：本八戸駅 - 当駅間の開業と同時に開業[2]。
- 1982年（昭和57年）9月20日：貨物の取り扱いを廃止[5]。
- 1984年（昭和59年）2月1日：荷物の扱いを廃止[5]。
- 1987年（昭和62年）4月1日：国鉄分割民営化により、JR東日本の駅となる[2]。
- 2004年（平成16年）10月16日：交換設備を撤去し、単式ホーム1面1線となる。同時に運転扱い、当直勤務が廃止され、早朝夜間駅員不在となった。
- 2005年（平成17年）12月10日：種市駅長が廃止され、久慈駅長管理下（在勤駅員配置）となる。
- 2006年（平成18年）3月：業務委託化。
- 2011年（平成23年）
  - 3月11日：午後に発生した東北地方太平洋沖地震とそれに伴う津波の影響で列車の発着が休止（代行バスを運行）。
  - 8月8日：階上駅 - 当駅間運行再開。
- 2012年（平成24年）3月17日：当駅 - 久慈駅間運行再開。
- 2022年（令和4年）4月1日：久慈駅業務委託化に伴う久慈駅長廃止に伴い、八戸駅長管理下となる。
- 2023年（令和5年）
  - 3月17日：みどりの窓口の営業を終了[6]。
  - 3月18日：終日無人化[4]。
- 2024年（令和6年）
  - 10月1日：えきねっとQチケのサービスを開始[3][7]。
  - 11月9日：駅舎リニューアルおよび当駅開業100周年記念イベントを開催[8][9]。

## 駅構造
単式ホーム1面1線を有する地上駅である。駅舎は鉄筋コンクリート平屋建て。かつては相対式ホーム2面2線で、タブレットを交換していた。
無人駅である（八戸駅管理）。無人化される前まではJR東日本東北総合サービスが受託する業務委託駅で、みどりの窓口と自動券売機が設置されていた。また、2000年（平成12年）代前半まではジャスター（現・JR東日本東北総合サービス盛岡支店）の売店があった。
なお、2024年（令和6年）5月より、JR東日本盛岡支社によって、当駅の駅舎を観光地域づくりの活動拠点として利活用することに向けて準備工事が実施されている。2024年（令和6年）6月に、当駅の駅舎がJR東日本盛岡支社より洋野町へ譲渡され、同年11月の当駅の開業100周年に向けて、待合室のリニューアル、事務所スペースの整備、建具改修、外壁塗装などといったリノベーション工事が実施され、同年11月9日に工事完了記念イベントが行われた。

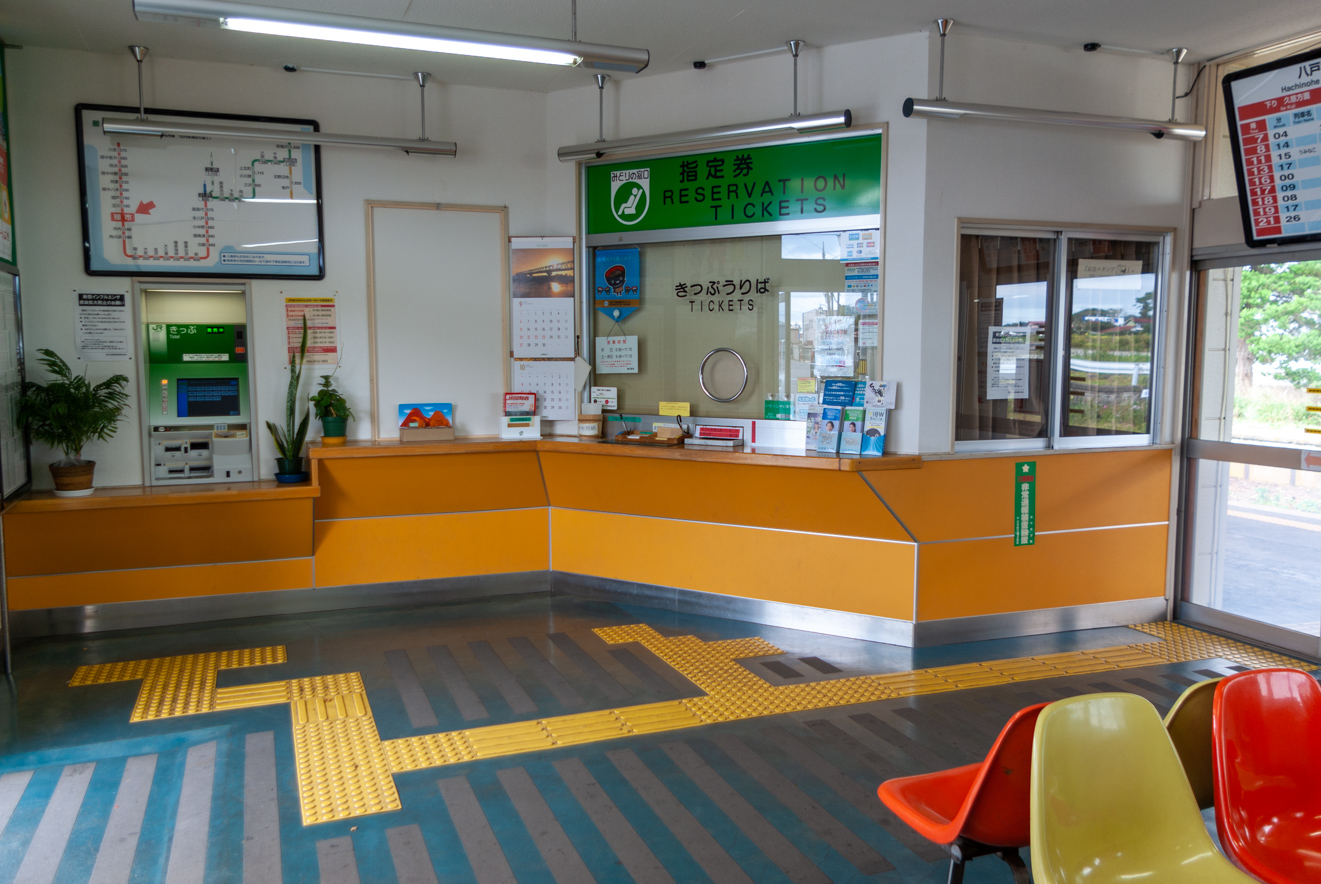
改札口
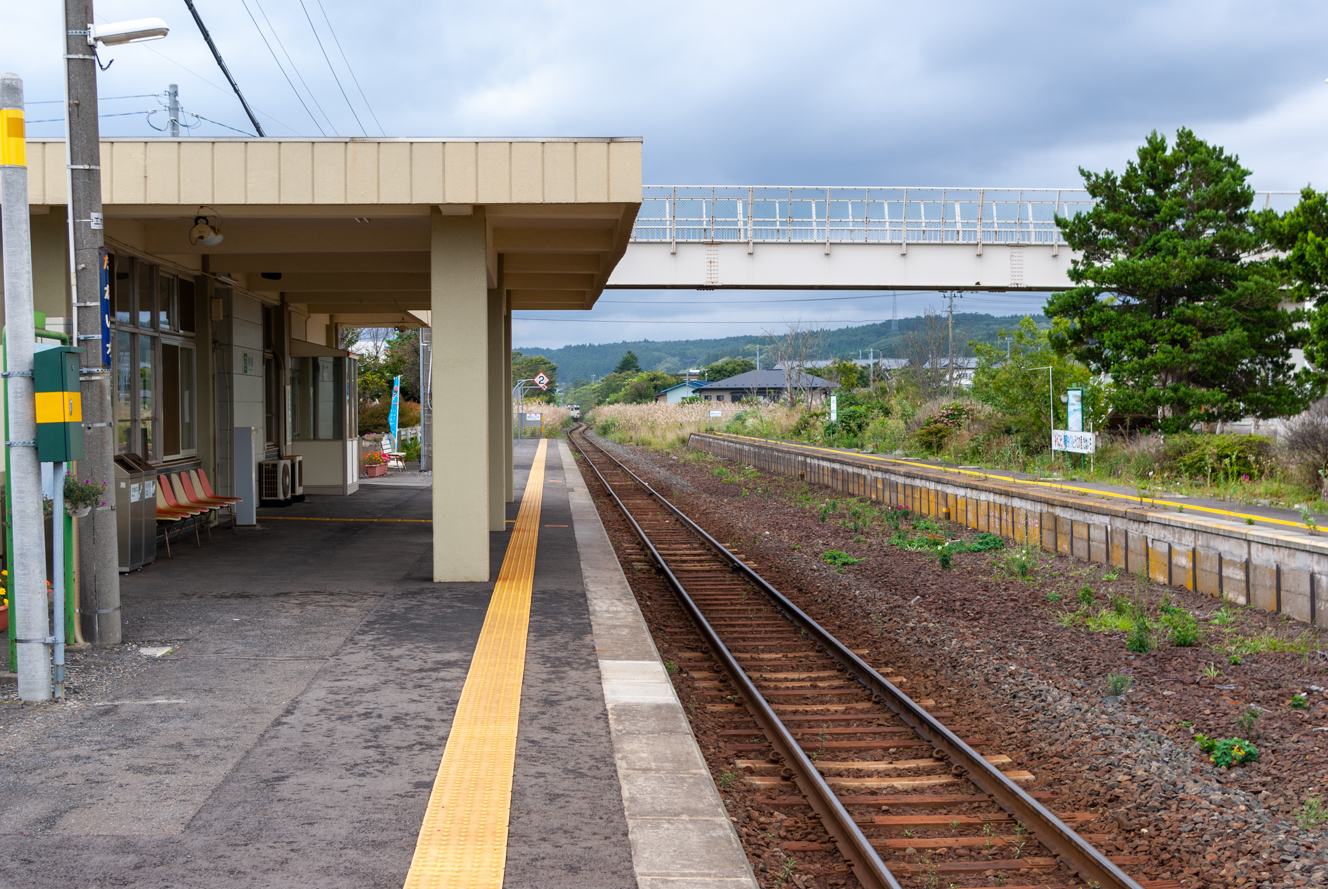
ホーム

## 利用状況
JR東日本によると、2000年度（平成12年度）- 2021年度（令和3年度）の1日平均乗車人員の推移は以下のとおりであった。
| 1日平均乗車人員推移 | 1日平均乗車人員推移 | 1日平均乗車人員推移 | 1日平均乗車人員推移 | 1日平均乗車人員推移 |
| 年度                | 定期外              | 定期                | 合計                | 出典                |
| ------------------- | ------------------- | ------------------- | ------------------- | ------------------- |
| 2000年（平成12年）  |                     |                     | 292                 | [ 利用客数 1 ]      |
| 2001年（平成13年）  |                     |                     | 249                 | [ 利用客数 2 ]      |
| 2002年（平成14年）  |                     |                     | 230                 | [ 利用客数 3 ]      |
| 2003年（平成15年）  |                     |                     | 208                 | [ 利用客数 4 ]      |
| 2004年（平成16年）  |                     |                     | 198                 | [ 利用客数 5 ]      |
| 2005年（平成17年）  |                     |                     | 202                 | [ 利用客数 6 ]      |
| 2006年（平成18年）  |                     |                     | 205                 | [ 利用客数 7 ]      |
| 2007年（平成19年）  |                     |                     | 192                 | [ 利用客数 8 ]      |
| 2008年（平成20年）  |                     |                     | 179                 | [ 利用客数 9 ]      |
| 2009年（平成21年）  |                     |                     | 166                 | [ 利用客数 10 ]     |
| 2010年（平成22年）  |                     |                     | 155                 | [ 利用客数 11 ]     |
| 2011年（平成23年）  | 非公表              | 非公表              | 非公表              |                     |
| 2012年（平成24年）  | 72                  | 85                  | 158                 | [ 利用客数 12 ]     |
| 2013年（平成25年）  | 74                  | 99                  | 173                 | [ 利用客数 13 ]     |
| 2014年（平成26年）  | 71                  | 101                 | 173                 | [ 利用客数 14 ]     |
| 2015年（平成27年）  | 73                  | 99                  | 172                 | [ 利用客数 15 ]     |
| 2016年（平成28年）  | 71                  | 88                  | 159                 | [ 利用客数 16 ]     |
| 2017年（平成29年）  | 65                  | 71                  | 137                 | [ 利用客数 17 ]     |
| 2018年（平成30年）  | 64                  | 65                  | 129                 | [ 利用客数 18 ]     |
| 2019年（令和元年）  | 56                  | 55                  | 112                 | [ 利用客数 19 ]     |
| 2020年（令和02年）  | 42                  | 53                  | 96                  | [ 利用客数 20 ]     |
| 2021年（令和03年）  | 42                  | 47                  | 89                  | [ 利用客数 21 ]     |

## 駅周辺
洋野町の中心駅で、公共施設や金融機関が駅前を走る県道（岩手県道247号角ノ浜玉川線）沿いにある。
- 国道45号
- 洋野町役場種市庁舎
- 洋野町立種市歴史民俗資料館
- 洋野町立文化会館（セシリアホール）
- 久慈警察署種市交番
- 種市郵便局
- 岩手銀行種市支店
- 東北銀行種市支店
- 岩手日報社洋野支局
- テレトラック種市（岩手県競馬組合場外発売所）
- 種市フィッシャリーナ
- たねいち海浜公園
- マリンサイドスパたねいち

### バス路線
- 洋野町営バス
  - 種市大野線（大谷、ナメラ、陸中大野駅、おおのキャンパス方面）
  - 大沢線（産直広場、上城内／城内、アグリパークおおさわ方面）

## 隣の駅
東日本旅客鉄道（JR東日本）
■八戸線
平内駅 - 種市駅 - 玉川駅

### 記事本文
1. 1 2 3 4 5  「盛岡支社管内において駅舎の利活用を進めています！ (PDF)」（プレスリリース）、東日本旅客鉄道盛岡支社、2024年5月29日。2024年6月4日閲覧。
2. 1 2 3  朝日新聞出版分冊百科編集部 編『週刊 歴史でめぐる鉄道全路線 国鉄・JR』 21号 釜石線・山田線・岩泉線・北上線・八戸線、曽根悟 監修、朝日新聞出版〈週刊朝日百科〉、2009年12月6日、26頁。
3. 1 2  「駅の情報（種市駅）：JR東日本」東日本旅客鉄道。2024年8月30日時点のオリジナルよりアーカイブ。2024年9月4日閲覧。
4. 1 2 3  「広報ひろの Vol.206 2023年2月号 > JR八戸線種市駅が無人化に (PDF)」洋野町、2023年2月1日、24頁。2023年2月3日閲覧。
5. 1 2  石野哲 編『停車場変遷大事典 国鉄・JR編 Ⅱ』（初版）JTB、1998年10月1日、508頁。ISBN 978-4-533-02980-6。
6. ↑  「JR東日本路線図（東北エリア） (PDF)」東日本旅客鉄道。2023年2月24日時点のオリジナル (PDF)よりアーカイブ。2023年2月25日閲覧。
7. ↑  「Suicaエリア外もチケットレスで! 東北エリアから「えきねっとQチケ」がはじまります (PDF)」（プレスリリース）、東日本旅客鉄道、2024年7月11日。2024年8月21日閲覧。
8. 1 2  「JR八戸線「種市駅」開業100周年＆駅舎リニューアルを記念して「JR八戸線種市駅開業100周年記念祭」を開催します (PDF)」（プレスリリース）、洋野町／東日本旅客鉄道盛岡支社、2024年10月11日。2024年11月17日閲覧。
9. 1 2  「本八戸-種市間、延伸100年祝う 洋野ではリニューアル駅舎お披露目」『デーリー東北』2024年11月10日。2024年11月17日閲覧。

### 利用状況
1. ↑  「JR東日本：各駅の乗車人員（2000年度）」東日本旅客鉄道。2025年7月5日閲覧。
2. ↑  「JR東日本：各駅の乗車人員（2001年度）」東日本旅客鉄道。2025年7月5日閲覧。
3. ↑  「JR東日本：各駅の乗車人員（2002年度）」東日本旅客鉄道。2025年7月5日閲覧。
4. ↑  「JR東日本：各駅の乗車人員（2003年度）」東日本旅客鉄道。2025年7月5日閲覧。
5. ↑  「JR東日本：各駅の乗車人員（2004年度）」東日本旅客鉄道。2025年7月5日閲覧。
6. ↑  「JR東日本：各駅の乗車人員（2005年度）」東日本旅客鉄道。2025年7月5日閲覧。
7. ↑  「JR東日本：各駅の乗車人員（2006年度）」東日本旅客鉄道。2025年7月5日閲覧。
8. ↑  「JR東日本：各駅の乗車人員（2007年度）」東日本旅客鉄道。2025年7月5日閲覧。
9. ↑  「JR東日本：各駅の乗車人員（2008年度）」東日本旅客鉄道。2025年7月5日閲覧。
10. ↑  「JR東日本：各駅の乗車人員（2009年度）」東日本旅客鉄道。2025年7月5日閲覧。
11. ↑  「JR東日本：各駅の乗車人員（2010年度）」東日本旅客鉄道。2025年7月5日閲覧。
12. ↑  「JR東日本：各駅の乗車人員（2012年度）」東日本旅客鉄道。2025年7月5日閲覧。
13. ↑  「各駅の乗車人員 2013年度 ベスト100以外（9）：JR東日本」東日本旅客鉄道。2025年7月5日閲覧。
14. ↑  「各駅の乗車人員 2014年度 ベスト100以外（8）：JR東日本」東日本旅客鉄道。2025年7月5日閲覧。
15. ↑  「各駅の乗車人員 2015年度 ベスト100以外（8）：JR東日本」東日本旅客鉄道。2025年7月5日閲覧。
16. ↑  「各駅の乗車人員 2016年度 ベスト100以外（8）：JR東日本」東日本旅客鉄道。2025年7月5日閲覧。
17. ↑  「各駅の乗車人員 2017年度 ベスト100以外（8）：JR東日本」東日本旅客鉄道。2025年7月5日閲覧。
18. ↑  「各駅の乗車人員 2018年度 ベスト100以外（8）：JR東日本」東日本旅客鉄道。2025年7月5日閲覧。
19. ↑  「各駅の乗車人員 2019年度 ベスト100以外（8）：JR東日本」東日本旅客鉄道。2025年7月5日閲覧。
20. ↑  「各駅の乗車人員 2020年度 101位以下（8）| 企業サイト：JR東日本」東日本旅客鉄道。2025年7月5日閲覧。
21. ↑  「各駅の乗車人員 2021年度 101位以下（8）| 企業サイト：JR東日本」東日本旅客鉄道。2025年7月5日閲覧。